# Cursortoets

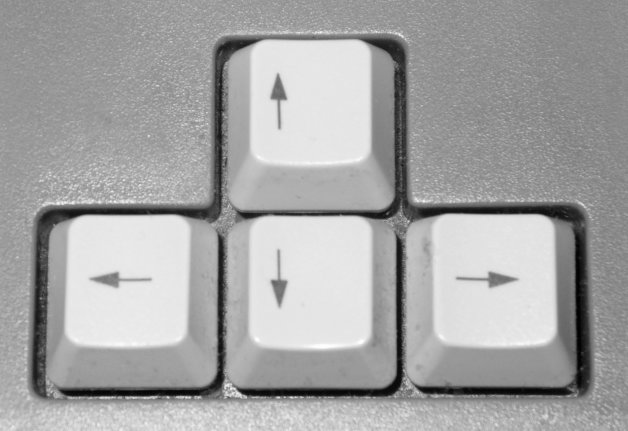
Pijltjestoetsen

Cursortoetsen of pijltjestoetsen op een computertoetsenbord verplaatsen de cursor in een specifieke richting. Normaliter bevinden deze zich aan de onderste rechterkant van het toetsenbord, onder enkele specifieke functietoetsen en vlak naast het numerieke toetsenbord. De indeling is veelal "omgekeerde T"-vorm, hoewel daarnaast ook de ruit- of plusvorm
vaak wordt toegepast. De cursortoetsen worden voornamelijk gebruikt om door documenten te navigeren en voor het spelen van computerspellen. Voordat het gebruik van de computermuis wijdverbreid was, waren de cursortoetsen de belangrijkste manier om een cursor over het scherm te verplaatsen.
MouseKeys is een eigenschap waarmee de muiscursor met de cursortoetsen (pijltjestoetsen) kan worden bestuurd. Een eigenschap afkomstig en overgenomen van de Commodore Amiga waar door het ingedrukt houden van de Amigatoets de muiscursor met cursortoetsen kan worden bewogen in de Amiga Workbench (het besturingssysteem van de Amiga), hoewel de meeste spellen gespeeld worden met een muis of joystick.
Het gebruik van de cursortoetsen in computerspellen is opnieuw in zwang geraakt aan het eind van de jaren 80 en de vroege jaren 90 toen joysticks de toon aangaven en gewoonlijk de voorkeur genoten boven het gebruik van de cursortoetsen en enkele computerspellen het gebruik van de cursortoetsen niet ondersteunden.

## Toetsenbord
Op een IBM/Windows toetsenbord (QWERTY) zitten er vier cursortoetsen: